# Krogmanninsel
Die Krogmanninsel (französisch Île Hovgaard, englisch Hovgaard Island) ist eine Insel im Wilhelm-Archipel vor der Westküste der Antarktischen Halbinsel. Sie liegt 2,5 km südwestlich der Booth-Insel.
Teilnehmer der zwischen 1873 und 1874 durchgeführten Antarktisfahrt mit dem Auxiliarsegler Groenland unter Eduard Dallmann entdeckten sie. Dallmann benannte sie nach Hermann August Krogmann (1826–1894), einem Mitglied der Geographischen Gesellschaft in Hamburg, der bei der Finanzierung der Expedition behilflich war. Die Belgica-Expedition (1897–1899) unter der Leitung des belgischen Polarforschers Adrien de Gerlache de Gomery benannte sie dagegen nach dem dänischen Polarforscher Andreas Peter Hovgaard (1853–1910), der an den Vorbereitungen zu dieser Forschungsreise beteiligt war. De Gerlaches französische Benennung überführte der Expeditionsarzt Frederick Cook im Jahr 1900 auf einer Landkarte in die englische Form. 1904 wurde die Insel bei der Vierten Französischen Antarktisexpedition (1903–1905) unter der Leitung des Polarforschers Jean-Baptiste Charcot neu kartiert, als dieser mit der Pourquoi-Pas ? in einer Bucht der Booth-Insel überwinterte.